# Junta de hermandades y cofradías de Semana Santa de la Diócesis de Valencia
La Junta de hermandades y cofradías de Semana Santa de la Diócesis de Valencia, fundada el 28 de noviembre de 1976, con el fin de organizar actividades conjuntas e intercambiar experiencias por parte de las Cofradías de Semana Santa de la Diócesis de Valencia, organiza anualmente una asamblea, una exposición y una procesión entre los municipios miembros.

## Miembros
Los municipios miembros de la Junta son: Alberique, Alboraya, Gandía, Oliva, Cuart de Poblet, Torrente, La Alcudia, Benetúser, Alcira, Sueca, Cullera, Bellreguart, Requena, Cheste, Onteniente, Corbera, Benifayó, Tous, Rafelbuñol, Valencia, Silla, Manises, Tabernes de la Valldigna, Játiva, Paterna, Sagunto, Guadasuar, Ayelo de Malferit, Alginet, Denia, Utiel, Benifairó de la Valldigna y Liria, también ha organizado y participado en algún acto Algemesí, aunque este no es miembro de la Junta.

## Actos organizados
La 1ª Reunión de la junta se llevó a cabo en la “Horchatería Ricardo” de Alboraya, y desde ese momento la Junta ha realizado de forma anual una asamblea (desde 1976), una exposición donde se muestra la riqueza de la Semana Santa de los municipios de la diócesis (desde 1982), y una procesión diocesana donde participan todas las cofradías y hermandades miembro de la Junta (desde 1987). Estos actos se han realizado en los siguientes municipios:
| Actos de la Junta de Hermandades de Semana Santa de la Diócesis de Valencia |         |            |                               |
| Año                                                                         | Orden   | Acto       | Municipio                     |
| 1976                                                                        | I       | Asamblea   | Gandía                        |
| 1977                                                                        | II      | Asamblea   | Alberique                     |
| 1978                                                                        | III     | Asamblea   | Alboraya                      |
| 1979                                                                        | IV      | Asamblea   | Benetúser                     |
| 1980                                                                        | V       | Asamblea   | Carcagente                    |
| 1981                                                                        | VI      | Asamblea   | Cuart de Poblet               |
| 1982                                                                        | VII     | Asamblea   | Gandía                        |
| 1982                                                                        | I       | Exposición | Torrente                      |
| 1983                                                                        | VIII    | Asamblea   | Sueca                         |
| 1983                                                                        | II      | Exposición | Sueca                         |
| 1984                                                                        | IX      | Asamblea   | Torrente                      |
| 1984                                                                        | III     | Exposición | La Alcudia                    |
| 1985                                                                        | X       | Asamblea   | Oliva                         |
| 1985                                                                        | IV      | Exposición | Benetúser                     |
| 1986                                                                        | XI      | Asamblea   | Requena                       |
| 1986                                                                        | V       | Exposición | Requena                       |
| 1987                                                                        | XII     | Asamblea   | Alcira                        |
| 1987                                                                        | VI      | Exposición | Alcira                        |
| 1987                                                                        | I       | Procesión  | Sueca                         |
| 1988                                                                        | XIII    | Asamblea   | Cullera                       |
| 1988                                                                        | VII     | Exposición | Cullera                       |
| 1988                                                                        | II      | Procesión  | Alboraya                      |
| 1989                                                                        | XIV     | Asamblea   | Alberique                     |
| 1989                                                                        | VIII    | Exposición | Alberique                     |
| 1989                                                                        | III     | Procesión  | Alberique                     |
| 1990                                                                        | XV      | Asamblea   | Alboraya                      |
| 1990                                                                        | IX      | Exposición | Alboraya                      |
| 1990                                                                        | IV      | Procesión  | Cullera                       |
| 1991                                                                        | XVI     | Asamblea   | Algemesí                      |
| 1991                                                                        | X       | Exposición | Algemesí                      |
| 1991                                                                        | V       | Procesión  | Cheste                        |
| 1992                                                                        | XVII    | Asamblea   | Bellreguard                   |
| 1992                                                                        | XI      | Exposición | Bellreguard                   |
| 1992                                                                        | VI      | Procesión  | Oliva                         |
| 1993                                                                        | XVIII   | Asamblea   | Benetúser                     |
| 1993                                                                        | XII     | Exposición | Benetúser                     |
| 1993                                                                        | VII     | Procesión  | Benetúser                     |
| 1994                                                                        | XIX     | Asamblea   | Benifayó                      |
| 1994                                                                        | XIII    | Exposición | Benifayó                      |
| 1994                                                                        | VIII    | Procesión  | Benifayó                      |
| 1995                                                                        | XX      | Asamblea   | Carcagente                    |
| 1995                                                                        | XIV     | Exposición | Carcagente                    |
| 1995                                                                        | IX      | Procesión  | Carcagente                    |
| 1996                                                                        | XXI     | Asamblea   | Corbera                       |
| 1996                                                                        | XV      | Exposición | Corbera                       |
| 1996                                                                        | X       | Procesión  | Corbera                       |
| 1997                                                                        | XXII    | Asamblea   | Cullera                       |
| 1997                                                                        | XVI     | Exposición | Cullera                       |
| 1997                                                                        | X       | Procesión  | Cullera                       |
| 1998                                                                        | XXIII   | Asamblea   | Torrente                      |
| 1998                                                                        | XVII    | Exposición | Torrente                      |
| 1998                                                                        | XI      | Procesión  | Torrente                      |
| 1999                                                                        | XXIV    | Asamblea   | L'Alcúdia                     |
| 1999                                                                        | XVIII   | Exposición | L'Alcúdia                     |
| 1999                                                                        | XII     | Procesión  | L'Alcúdia                     |
| 2000                                                                        | XXV     | Asamblea   | Cheste                        |
| 2000                                                                        | XIX     | Exposición | Cheste                        |
| 2000                                                                        | XIII    | Procesión  | Cheste                        |
| 2001                                                                        | XXVI    | Asamblea   | Onteniente                    |
| 2001                                                                        | XX      | Exposición | Onteniente                    |
| 2001                                                                        | XIV     | Procesión  | Onteniente                    |
| 2002                                                                        | XXVII   | Asamblea   | Tous                          |
| 2002                                                                        | XXI     | Exposición | Tous                          |
| 2002                                                                        | XV      | Procesión  | Tous                          |
| 2003                                                                        | XXVIII  | Asamblea   | Rafelbuñol                    |
| 2003                                                                        | XXII    | Exposición | Rafelbuñol                    |
| 2003                                                                        | XVI     | Procesión  | Rafelbuñol                    |
| 2004                                                                        | XXIX    | Asamblea   | Valencia (Poblados Marítimos) |
| 2004                                                                        | XXIII   | Exposición | Valencia (Poblados Marítimos) |
| 2004                                                                        | XVII    | Procesión  | Valencia (Poblados Marítimos) |
| 2005                                                                        | XXX     | Asamblea   | Requena                       |
| 2005                                                                        | XXIV    | Exposición | Requena                       |
| 2005                                                                        | XVIII   | Procesión  | Requena                       |
| 2006                                                                        | XXXI    | Asamblea   | Silla                         |
| 2006                                                                        | XXV     | Exposición | Silla                         |
| 2006                                                                        | XIX     | Procesión  | Silla                         |
| 2007                                                                        | XXXII   | Asamblea   | Paterna                       |
| 2007                                                                        | XXVI    | Exposición | Paterna                       |
| 2007                                                                        | XX      | Procesión  | Paterna                       |
| 2008                                                                        | XXXIII  | Asamblea   | Manises                       |
| 2008                                                                        | XXVII   | Exposición | Manises                       |
| 2008                                                                        | XXI     | Procesión  | Manises                       |
| 2009                                                                        | XXXIV   | Asamblea   | Tavernes de la Valldigna      |
| 2009                                                                        | XXVIII  | Exposición | Tavernes de la Valldigna      |
| 2009                                                                        | XXII    | Procesión  | Tavernes de la Valldigna      |
| 2010                                                                        | XXXV    | Asamblea   | Játiva                        |
| 2010                                                                        | XXIX    | Exposición | Játiva                        |
| 2010                                                                        | XXIII   | Procesión  | Játiva                        |
| 2011                                                                        | XXXVI   | Asamblea   | Sagunto                       |
| 2011                                                                        | XXX     | Exposición | Sagunto                       |
| 2011                                                                        | XXIV    | Procesión  | Sagunto                       |
| 2012                                                                        | XXXVII  | Asamblea   | Ayelo de Malferit             |
| 2012                                                                        | XXXI    | Exposición | Ayelo de Malferit             |
| 2012                                                                        | XXV     | Procesión  | Ayelo de Malferit             |
| 2013                                                                        | XXXVIII | Asamblea   | Alginet                       |
| 2013                                                                        | XXXII   | Exposición | Alginet                       |
| 2013                                                                        | XXVI    | Procesión  | Alginet                       |
| 2014                                                                        | XXXIX   | Asamblea   | Denia                         |
| 2014                                                                        | XXXIII  | Exposición | Denia                         |
| 2014                                                                        | XXVII   | Procesión  | Denia                         |
| 2015                                                                        | XL      | Asamblea   | Liria                         |
| 2015                                                                        | XXXIV   | Exposición | Liria                         |
| 2015                                                                        | XXVIII  | Procesión  | Liria                         |
| 2016                                                                        | XLI     | Asamblea   | Alberique                     |
| 2016                                                                        | XXXV    | Exposición | Alberique                     |
| 2016                                                                        | XXIX    | Procesión  | Alberique                     |
| 2017                                                                        | XLII    | Asamblea   | Alboraya                      |
| 2017                                                                        | XXXVI   | Exposición | Alboraya                      |
| 2017                                                                        | XXX     | Procesión  | Alboraya                      |
| 2018                                                                        | XLIII   | Asamblea   | Gandía                        |
| 2018                                                                        | XXXVII  | Exposición | Gandía                        |
| 2018                                                                        | XXXI    | Procesión  | Gandía                        |
| 2019                                                                        | XLIV    | Asamblea   | Oliva                         |
| 2019                                                                        | XXXVIII | Exposición | Oliva                         |
| 2019                                                                        | XXXII   | Procesión  | Oliva                         |
| 2022                                                                        | XLV     | Asamblea   | Torrent                       |
| 2022                                                                        | XXXIX   | Exposición | Torrent                       |
| 2022                                                                        | XXXII   | Procesión  | Torrent                       |

## Encuentro Interdiocesano
Además de esto, los municipios en los que se celebra la Semana Santa de la Diócesis Valencia participan en el encuentro Interdiocesano de Cofradías y Hermandades de Semana Santa, en el cual participan también los municipios con fiestas de Semana Santa del resto de diócesis de la  Comunidad Valenciana. Estos encuentros se han realizado en:
- VII Encuentro Interdiocesano de Cofradías y Hermandades de Semana Santa, celebrado el 7 de febrero de 2015 en Segorbe.[14]
- VI Encuentro Interdiocesano de Cofradías y Hermandades de Semana Santa, celebrado el 22 de febrero de 2014 en Benetúser.[15]
- V Encuentro Interdiocesano de Cofradías y Hermandades de Semana Santa, celebrado el 2 de febrero de 2013 en Aspe.[16]
- IV Encuentro Interdiocesano de Cofradías y Hermandades de Semana Santa, celebrado el 18 de febrero de 2012 en Benicasim.[17]
- III Encuentro Interdiocesano de Cofradías y Hermandades de Semana Santa, celebrado el 5 de marzo de 2011 en Alcira.[18]